# Saint-Philbert-sur-Boissey
Saint-Philbert-sur-Boissey település Franciaországban, Eure megyében. Lakosainak száma 172 fő (2022. január 1.). Saint-Philbert-sur-Boissey Boissey-le-Châtel, Bonneville-Aptot, Saint-Éloi-de-Fourques, Saint-Denis-des-Monts és Thénouville községekkel határos.

## Népesség
A település népessége az elmúlt években az alábbi módon változott:
| Lakosok száma | 78   | 109  | 154  | 152  | 172  | 173  | 172  | 173  | 173  | 172  |
|               | 1968 | 1982 | 1990 | 2006 | 2013 | 2015 | 2017 | 2019 | 2020 | 2022 |